# マッスルマニア 2019 in 両国〜俺たちのセカンドキャリア〜
『マッスルマニア 2019 in 両国〜俺たちのセカンドキャリア〜』（マッスルマニア2019  in りょうごく～おれたちのセカンドキャリア～）日本のプロレス団体DDTプロレスリングの協力にて両国国技館で行われた興行である。

## レギュラー参加レスラー及び関係者
- マッスル坂井
- 鶴見亜門
- 男色ディーノ
- アントーニオ本多
- ペドロ高石
- 趙雲子龍
- ヤス・ウラノ
- 大石真翔
- 大家健
- 藤岡典一

## ゲスト出演者
- 宇多丸（RHYMESTER）
- グレート小鹿
- Mr.マジック
- 佐野直
- 青木真也
- 五味祐司（VTR出演）
- 山里亮太（南海キャンディーズ）
- クロちゃん （安田大サーカス）
- 酒井一圭（純烈）
- 純烈
- 竹下幸之介
- 伊藤麻希
- 豊本明長（東京03）（VTR出演）
- 上野勇希
- 彰人
- ゴージャス松野
- 樋口和貞
- 坂口征夫
- 赤井沙希
- アンドレザ・ジャイアントパンダ
- 渡辺哲
- 藤井健太郎
- MAO
- HARASHIMA
- ロッキー川村
- DJニラ

## 試合
| オープニング 宇多丸による開会宣言 |                                           |                               |
| オープニングVTRから東京プロレスリンピック2020について |                                           |                               |
| 第一試合 30分一本勝負 |                                           |                               |
| ペドロ高石 趙雲子龍 ◯グレート小鹿 | 10分30秒 ノド輪落とし→体固め              | ヤス・ウラノ 大石真翔● 大家健 |
| ペドロ高石引退セレモニー |                                           |                               |
| 再試合 30分一本勝負 |                                           |                               |
| ●ペドロ高石 | 8分44秒 スリーパーホールド                | 青木真也◯                     |
| ペドロ高石引退セレモニー |                                           |                               |
| プロレスラー格付けチェックデスマッチ |                                           |                               |
| (1)プロレス味覚 (2)プロレス音感 (3)プロレス感性の三つにてプロレスラー格付けチェックを行う。 |                                           |                               |
| 出場チーム：ディーノ＆山里亮太（チーム南GAYキャンディーズ）、ササダンゴ＆クロちゃん（チーム松竹芸能）、酒井一圭＆アントン（チーム全問正解）、ウラノ＆大石＆大家（チームマッスル三面拳）                                                                                                |                                           |                               |
| 第1格付けチェック「プロレス味覚」 |                                           |                               |
| 第1問は一流プロレスラー竹下幸之介が厳選した高品質＆高級プロテインと、一般人・藤岡典一のスーツケースの中に2年くらい放置されている飲みかけのオリジナルブレンドのプロテイン（ジップロックに入った謎の粉）の飲み比べ。                                                                     |                                           |                               |
| 第2格付けチェック「プロレス音感」 |                                           |                               |
| 一流プロレスラー（竹下）と元アイドルでか弱き20代女性（東京女子プロレスの伊藤麻希）によるチョップの音色の違いを、目隠しをした状態で聴き比べることができるはずということで、一人が両選手のチョップを受け、もう一人が目隠しした状態でチョップを受けた音で、竹下のチョップがAかBを当てる。 |                                           |                               |
| 第3格付けチェック「プロレス感性」 |                                           |                               |
| 第3問はペドロ高石引退試合で行われた内容の違う2回の引退セレモニーのうち、実は一方を一流コメディアン（東京03の豊本明長さん）が演出を担当し、もう一方はマッスルの演出助手で素人童貞（藤岡典一）が演出を担当。一流コメディアンが作成した映像を当てる。                                     |                                           |                               |
| 平成最後の純烈新メンバーオーディション |                                           |                               |
| 第二試合 純烈新メンバーオーディション2019 時間差バトルロイヤル 時間無制限勝負 |                                           |                               |
| 出場選手(入場順) 大石真翔、上野勇希、彰人、ゴージャス松野、樋口和貞、酒井一圭、大家健、坂口征夫、赤井沙希、竹下幸之介、アントーニオ本多、アンドレザ・ジャイアントパンダ、趙雲子龍、渡辺哲                                                                                              |                                           |                               |
| ◯彰人 | 4分7秒 俵返し→体固め                      | 松野●                         |
| ◯樋口 | 6分0秒 ノド輪落とし→体固め                | 上野●                         |
| ◯大石 | 8分52秒 オーバー・ザ・トップロープ        | 大家●                         |
| ◯酒井 | 10分16秒 オーバー・ザ・トップロープ       | 坂口●                         |
| ◯本多 | 16分53秒 オーバー・ザ・トップロープ       | 竹下●                         |
| ◯パンダ | 19分19秒 オーバー・ザ・トップロープ       | 大石●                         |
| ◯パンダ | 19分21秒 オーバー・ザ・トップロープ       | 赤井●                         |
| ◯パンダ | 19分25秒 オーバー・ザ・トップロープ       | 樋口●                         |
| ◯パンダ | 19分32秒 オーバー・ザ・トップロープ       | 本多●                         |
| ◯渡辺哲 | 23分17秒 オーバー・ザ・トップロープ       | 彰人●                         |
| ◯酒井 | 23分33秒 コブラツイスト                   | 渡辺哲●                       |
| ◯パンダ | 23分57秒 オーバー・ザ・トップロープ       | 趙雲子龍●                     |
| ◯パンダ | 26分23秒 アンドレザプレス→体固め          | 酒井●                         |
| アンドレザ・ジャイアントパンダが純烈新メンバーに |                                           |                               |
| 純烈が新メンバーのパンダを含めた五人で『プロポーズ』を熱唱。 |                                           |                               |
| 『水曜日のダウンタウン』総合演出の藤井健太郎にプロデュースを依頼。 |                                           |                               |
| 第三試合 敗者キャプテン肛門爆破ネットニュース時間差掲載タッグデスマッチ 60分一本勝負 |                                           |                               |
| ●マッスル坂井 クロちゃん | 16分14秒 男色ドライバー→体固め            | 男色ディーノ◯ 山里亮太        |
| 山里、国技館のリングで失神!! 猪木舌出し以来の大失態!! |                                           |                               |
| クロちゃん リング上でアイドルを暴行！ 警官出動？大パニックに |                                           |                               |
| 山里、アイドルとのキス画像流出に困惑？ ネット上は「自業自得」と同情の余地なし |                                           |                               |
| クロちゃん宅に不審者乱入 部屋を荒らされるも 物取りはなし（MAOVSHARASHIMAがクロちゃん宅にてプロレス） |                                           |                               |
| 山里の男気に数千人が涙！お前らの血は何色だ？爆破されるのは俺の肛門だけでいい。5倍の火薬じゃねえ。10倍で来い。山里肛門爆破。 |                                           |                               |
| マッスル坂井がメインのカードについて煽りパワポ！ |                                           |                               |
| メインイベント 時間無制限一本勝負 |                                           |                               |
| ▲ アントーニオ本多 | 23分50秒 両者セコンドのタオル投入→両者TKO | DJニラ▲                       |
| エンディング |                                           |                               |